# Margaret Alexiou
Margaret Alexiou (* 25. März 1939 in Birmingham) ist eine britische Neogräzistin, Byzantinistin und Komparatistin. 

## Leben
Margaret Alexiou ist die Tochter des britischen Altphilologen und Keltologen George Derwent Thomson. Sie studierte an der University of Cambridge (Bachelor 1961, Master 1964, Promotion 1967). 1964 wurde sie Lecturer für Byzantinistik und Neogräzistik im Department for Byzantine and Modern Greek an der University of Birmingham, 1976 Senior Lecturer. Von 1986 bis zu ihrem Ruhestand 2000 war sie George Seferis Professor of Modern Greek Studies und Professor of Comparative Literature an der Harvard University.

## Forschungsschwerpunkte
Alexiou arbeitet zu allen Epochen der griechischen Literatur und Kultur sowie zu verschiedenen anderen Kulturen des Balkans, (wie ihr Vater) zur keltischen Kultur und zur afroamerikanischen Kultur. Ihre erste Monographie galt griechischen Klageriten und ihren literarischen Formen von der Antike bis in die Gegenwart. In ihrem Buch After Antiquity untersucht sie Mythen und Metaphern in byzantinischer und neugriechischer Literatur einschließlich Volksmärchen und Volksliedern. Weitere Arbeiten sind der byzantinischen Literatur vom 6. bis zum 12. Jahrhundert, der Dichtung und dem Drama der kretischen Renaissance (darunter eine Übersetzung des Apokopos ins Englische), den Gedichten des Konstantinos Kavafis und der neugriechischen Prosaerzählung gewidmet.

## Schriften (Auswahl)
- Ritual Lament in Greek Tradition. Cambridge University Press, Cambridge 1974. Revised by Dimitrios Yatromanolakis and Panagiotis Roilos (Rowman & Littlefield, 2002), ISBN 0-7425-0757-2, books.google.de.
- (Hrsg., mit Vassilis Lambropoulos): The Text and its Margins. Post–structuralist approaches to twentieth–century Greek literature. Pella Publishing Company, New York 1985.
- C. P. Cavafy’s ‘Dangerous’ Drugs: Poetry, Eros, and the Dissemination of Images. In: Margaret Alexiou, Vassilis Lambropoulos (Hrsg.): The Text and its Margins. Pella Publishing Company, New York 1985, S. 157–196.
- After Antiquity: Greek Language, Myth and Metaphor. Cornell University Press, 2002, ISBN 0-8014-3301-0, books.google.de.
- Apokopos. A fifteenth century Greek (Veneto-Cretan) catabasis in the vernacular. Synoptic edition with an introduction, commentary and index verborum by Peter Vejleskov, with an English translation by Margaret Alexiou. Romiosini, Köln 2005 (Neograeca Medii Aevi, IX), ISBN 3-929889-60-9.
- Introduction. In: Five Centuries of Books and manuscripts in Modern Greek: A Catalogue of an Exhibition at the Houghton Library December 4, 1987 through February 17, 1988. The Harvard College Library, Cambridge 1990, S. 3–15.